# 馬其頓鐵路

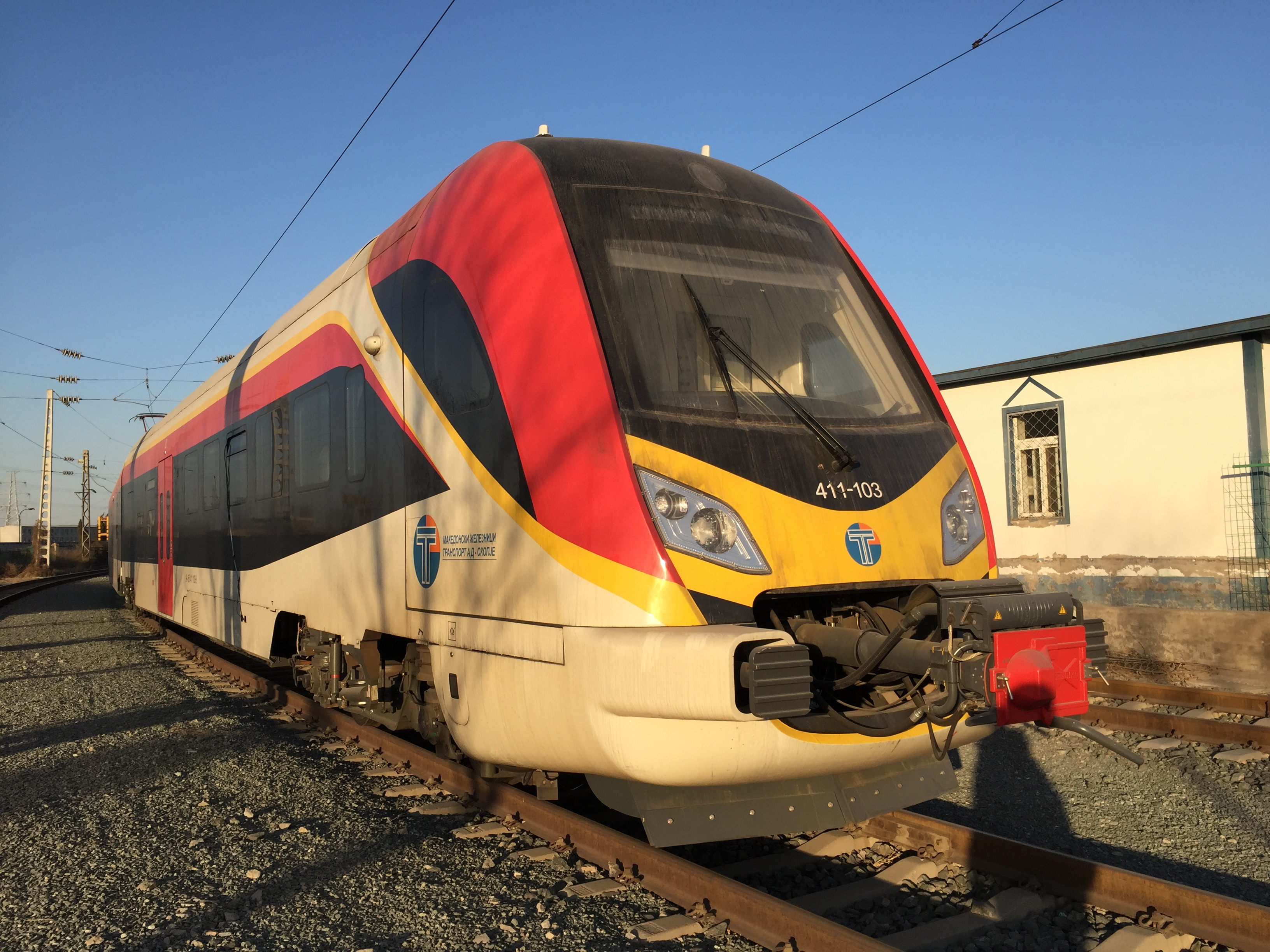
由中车株洲电力机车制造的马其顿铁路411型电力动车组在中国国家铁道试验中心（东郊分院）试车

馬其頓鐵路（羅馬化：Makedonski Zheleznici）是北馬其頓共和國的國營鐵路公司。北馬其頓的鐵路轨距為標準轨距，營業里程925公里，其中315公里是電氣化區間。北馬其頓共和國的首條標準轨距鐵路是在1873年開通的。馬其頓所有國內列車均由馬其頓鐵路運行。此外馬其頓也有多班開往科索沃、塞爾維亞和希臘的國際列車。

## 外部連結
- 馬其頓鐵路（馬其頓文）